# Batalla de Lipantitlán

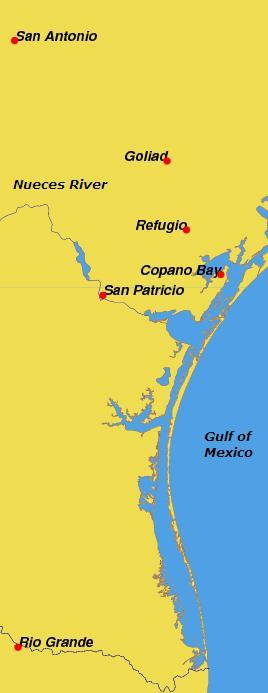
El Fort Lipantitlán es troba a l'altre costat del riu Nueces, a San Patricio.

La batalla de Lipantitlán, també anomenada la batalla de l'encreuament del riu Nueces,1 es va desenvolupar a la vora del riu Nueces el 4 de novembre de 1835. Lluitaren l'exèrcit mexicà i els insurgents texans, i va ser una part de les accions per la Independència de Texas. Després de la victòria texana en la batalla de Goliad, només quedaven a Texas dues guarnicions mexicanes: el Fort Lipantitlán prop de San Patricio i la Missió d'El Álamo a San Antonio de Béxar (en el que actualment és San Antonio a l'estat de Texas, Estats Units). El comandant texà Philip Dimmitt va ordenar al seu ajudant el capità Ira Westover, capturar el fort, per evitar que Lipantitlán pogués servir de base a l'exèrcit mexicà per intentar recapturar Goliad, a més alliberar dos dels seus homes que estaven presoners en el fort.
Nicolás Rodríguez comandant del Fort Lipantitlán, havia rebut ordres d'assetjar les tropes texanes a Goliad. Rodríguez juntament amb el gruix de la seva tropa van sortir d'expedició; mentre estaven absents del fort, el grup al comandament de Westover va arribar a Sant Patricio. El 3 de novembre, persuadiren la guarnició mexicana a rendir-se i l'endemà els texans van desarmar el fort. Rodríguez va tornar quan els texans creuaven el riu Nueces en el seu camí de retorn a Goliad. Les tropes mexicanes van atacar, però donat el major abast dels fusells texans, aviat els mexicans van decidir retirar-se. En l'enfrontament va ser ferit uns texans, de 3 a 5 soldats mexicans van morir, i entre 14 a 17 van resultar ferits.
Als soldats mexicans ferits se'ls va permetre rebre atenció mèdica a Sant Patricio, i la resta dels soldats es van retirar a Matamoros. A partir d'aquest moment, els texans van tenir control total de la costa texana del golf de Mèxic, el que va significar que les tropes a San Antonio de Béxar només podrien rebre reforços i provisions des de terra endins. L'historiador Bill Gronenman creu que això va contribuir a l'eventual derrota mexicana a Béxar, on es van expulsar de Texas totes les tropes mexicanes. Actualment és un lloc històric a Texas.
Una força d'uns setanta homes de la Brigada d'Ira J. Westover de Texas es va enfrontar a un contingent mexicà d'uns 90 homes al comandament del capità Nicolás Rodríguez. Tot i la victòria texana, el Capità Rodríguez i una gran part de la guarnició no van ser presos presoners, pel que en breu, els mexicans van tornar a ocupar la fortalesa.